# Gà Ohiki

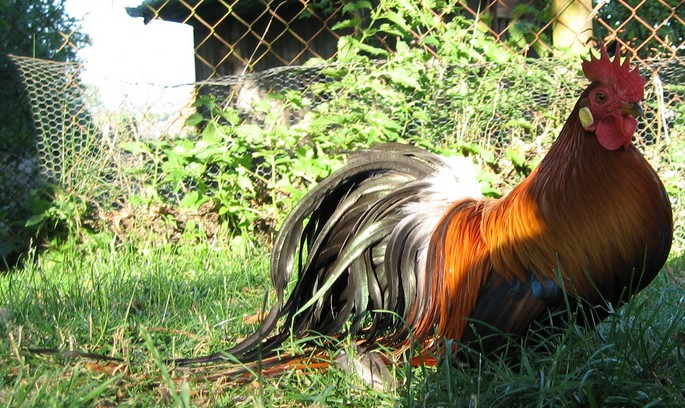
Một con gà Ohiki (Vĩ duệ kê)

Gà Ohiki (tiếng Nhật: 尾曳/Obiki/Vĩ duệ kê trong đó, 尾 là vĩ tức là đuôi, 曳 là duệ có nghĩa là kéo lết) là một giống gà có nguồn gốc từ Nhật Bản, chúng bắt nguồn từ đảo Shikoku, tỉnh Kōchi trong thời kỳ Chiến quốc Nhật Bản (Edo), chúng chưa được du nhập vào Anh mãi cho đến 1990. Gà Ohiki là giống gà phổ biến và nhỏ con nhất trong số những giống gà đuôi dài ở Nhật Bản, chúng có mối quan hệ huyết thống với gà Chabo (Ải kê) và gà Onagadori (Vĩ trường kê). Giống gà đuôi dài này được nhập khẩu vào châu Âu từ những năm 1990 và xuất hiện trong các triển lãm nội địa và quốc tế. Gà rất hiền lành, dễ nuôi và chăm sóc, chúng được ưa chuộng để nuôi làm gà kiểng. 

## Đặc điểm

### Màu sắc
Cùng với những họ hàng của chình, chúng đều có một số đặc điểm chung, như thân mảnh, lông mềm như dải lụa và mọc nhanh. Một số gà Ohiki được biết cũng thể hiện đặc điểm không thay lông ở một mức độ nào đó. Riêng gà Ohiki có mồng lá, tai trắng, mắt đỏ-nâu. Mồng lá với kích thước trung bình so với gà nhỏ, không to như ở giống gà Chabo. Kích thước mồng thay đổi tùy theo dòng hay màu nhất định. Màu lông chúng là màu điều (black breasted red/red duckwing) hay chuối (black breasted silver/silver duckwing).
Lông cổ cực kỳ dầy và dài, gần như phủ kín vai. Lông mã dài ngắn khác nhau tùy cá thể, nhưng phải chấm đất và kéo lê từ 5 đến 15 cm. Độ dài lông mã rất khó điều khiển về mặt di truyền. Góc đuôi 30 độ và kéo lê phía sau. Màu chân ô-liu, và màu này được phản ánh ở tai lẫn những lông đã ngừng phát triển và cứng dần. Gà còn đang ở trong giai đoạn mọc lông măng, thì tai phản ánh màu chân, chúng cần nhiều tháng trời để giai đoạn phát triển lông đuôi, tai có màu trắng hanh vàng.

### Tầm vóc
Trọng lượng gà trống 937 g, gà mái 750g, gà tơ 600-750 g. Khác gà Phượng hoàng (phoenix/yokohama), gà Ohiki là giống gà lùn và không tồn tại những biến thể lớn con hơn, chẳng hạn như giống gà phoenix/yokohama có hai biến thể, bình thường và nhỏ/gà tre (bantam). Gà Ohiki là gà lùn (dwaft) thay vì gà tre (bantam) bởi vì sự thiếu cân đối của các bộ phận trên cơ thể chúng. Gien lùn khiến gà có kích thước đầu bình thường, thân ngắn và chi nhỏ,đặc biệt hai chân dịch rất xa lên phía trước thân.
Do gen trội nên gà con chỉ cần nhận một alen từ gà cha mẹ, đây không phải là kiểu di truyền liên kết giới tính (sex-link), nên cả gà trống lẫn gà mái đều thể hiện kiểu hình gà “lùn”. Kiểu hình này rất giống với mô tả về một loại dị dạng tên là hypochondroplasia. Gà Ohiki cũng tương tự như giống gà tre Nhật Chabo nhưng đây là hai giống gà hoàn toàn khác nhau. Gien lùn hay gien chân thấp ở gà Ohiki cũng là gien trội nhưng không chứa đựng yếu tố độc hại. Cặp gà Ohiki cho ra bầy con mà toàn bộ là chân thấp và không trứng nào bị hư.

## Biến thể
Là giống gà thuần, gà ohiki cũng có nhiều biến thể khác nhau. Một số con thân dài trong khi một số con thân ngắn hơn và các đặc điểm này xuất hiện trong cùng một bầy. Những biến thể màu hiện tại bao gồm điều, chuối trắng và chuối lửa với mồng lá và tích trắng. Đuôi có kích thước 60–70 cm, 80–90 cm hay 150 cm tùy dòng, được cho là thừa hưởng nhiều gien Onagadori. Lông đuôi hao hao và mảnh như đuôi gà Onagadori. Ở Nhật Bản, một số cá thể trông tương tự như phiên bản thu nhỏ của gà onagadori với lông đuôi dài đến cả mét rưỡi. Đa số gà ở châu Âu có kích thước đuôi cỡ trung bình 60–80 cm.